# 悪魔様へるぷ☆
『悪魔様へるぷ☆』（あくまさまへるぷ）は、岬下部せすなによる4コマ漫画作品。「まんがタイムきらら」（芳文社）において2003年7月号から2006年5月号まで、同誌の姉妹誌「まんがタイムきららキャラット」において2003年12月号から2005年4月号まで、それぞれ連載された。

## 作品概要
教会に拾われた悪魔の女の子ルルーがいつか人間になれる日を目指して教会のシスター働き、その周囲の人々との交流を描いた「ほのぼのハートフルコメディ」。

## 主な登場人物
ルルー
本作の主人公。9歳。赤ん坊のとき教会に拾われた悪魔の女の子。成長した現在では教会のシスターになっている。悪魔の肉体として持っているパーツはコウモリ風の羽と尻尾のみで、角などは無い。その他は人間とほぼ変わらず、肉体的には10歳あたりに相当。小柄ということもあって非常に軽く、強い風が吹くと飛ばされることも。髪の色はピンク色で、髪型はツインテール。羽を使用して空を飛ぶことができる。尻尾は時々彼女の感情が表れる（例：不快感などの時にはジグザグになる）。性格は素直で純朴で、マリーの「困窮してきたのでみんなで漁船に出稼ぎに行く」という大法螺も素で信じてしまうほどである。むしろ周りの人間のほうが時々「悪魔」的な振る舞いや奇行などに走り、彼女が教会内で一番常識的である。イチゴやイチゴを使ったジャム・パイ等が大好物で、ノルが飛ばしたイチゴキャンディーにもすばやく反応して飛びつくほど。トマトジュースが苦手。お風呂で使うアヒル人形のコレクター。
スチカ
教会に幼い頃からいるシスター。髪の色は青がかったグリーン（モノクロでは黒ベタ）、髪型はショートカット。典型的なドジっ娘で不器用。よく転んだりぶつかったりしては、壁や床を壊している。髪型がショートカットなのも髪がうまく結べないからであり、バンソウコウの消費も大量。しかし人一倍の努力で、勉強は飛び抜けてできる。ストレスを溜めやすい性格で、ストレスが原因の胃炎や偏頭痛などを起こすことがある。恐怖が限界を超えたり、酔ったりすると幼児退行する。絵はひどく下手で、牛を描いたつもりが一見何の生物か理解されず、「馬」「犬」などと言われてしまっていた。大空を飛ぶことを夢見ていたことがあり、ルルーが大きくなったら一緒に空を飛ぶと約束していた。この約束はあることがきっかけで果たされた。
ノル
教会に幼い頃からいるシスター（スチカと同期）。髪の色はオレンジで（連載初期の頃は茶色）、髪型はロングだが硬く広がりやすい髪質のためロールで押さえている。眼鏡を着用。粗野で大雑把な性格だが、それがかえって他のシスターより話しやすいとの評判も。食いしん坊でつまみ食いの常習犯であり、髪のロールにお菓子を隠したこともある。本気になればかなり優秀な人物だが、「気に入ったことしかやらない主義」で、教会の仕事もよくサボっている。幼なじみということもあり、時々スチカをからかっている。昔からスチカのドジで壊された壁などを直していたので、日曜大工が得意。マリーが昔は清純だったという話を聞き、アレルギー反応で全身に湿疹が出たことがある。
シェラ
領主の令嬢で、修行のため教会のシスターになった。彼女の実家は教会の有力なスポンサーでもある。髪の色はブロンドで、ロングの髪型にヘアバンドを装着している。ルルーを溺愛し、それが高じてルルーに近づく人物には嫉妬したり（クリムに対してが多い）、ルルーを守るため「邪神」となったりもする。玉ねぎが大嫌いだが、時々執事のユンに無理矢理食べさせられそうになる。常に武器を隠し持っており、どこに隠しているのか、バズーカ砲を出したこともある。
マリー
教会の代表格のシスター。ルルーを拾ったのも彼女。栗色のロングの髪を、いつもは白い布のほっかむりでまとめている。基本的にいつも笑顔で一見温厚そうに見えるが、実は腹黒い。怒ったときには凄まじいオーラを放つ。彼女の年齢に関する話題はタブーである。他のシスターたちには三十路と思われていたが、実際は28歳。ダーツが得意で、ノルのつまみ食いの撃退でその腕は培われた。昔は清純だったが、失恋によりダークな性格になってしまった。酔うと乙女モードになる。常にリンゴを1つ持ち歩いており、悪漢に出会った時はこれを片手で握りつぶすだけで相手が恐縮するらしい。
クリム
教会の神父で、教会内で唯一の男性。自他共に認める植物マニア。第1話では主人公のように登場したが、女ばかりの教会内では影が薄く、置いてけぼりを食らったりなどしている。マリーが昔は清純だったという話を聞き、吐血・失神したことがある。「非常用」と称して、薬草の粉末を大量に持ち歩いている。中には、毒薬になるものもある。シスターたちと都会へ出た時、全員が財布を盗まれ、帰りの馬車代をかせぐためにシスターたちが男装バー「麗人クラブ」でアルバイトをする一方で、ニューハーフバー「Mr.レディ」でアルバイトをしたことがある。源氏名は「クリルン」。素材がいいため、外見はかわいい女の子になった。そのため、ストーカーまがいのファンがついてしまった。しっかりした男になるための各種マニュアル本を愛読していたが、シスターたちにそれがバレてしまい「マニュアル様」という嫌なあだ名で呼ばれたことがある。なお、女装の件からも分かるように、やや女顔。幼い頃はかなりの美少年であり、神童と呼ばれるほどの人気者でもあったらしい。
ユン
シェラの実家の執事。シェラとは幼馴染でもあり、彼女がルルーたちの教会に来る前は教育係も務めた。初登場以来、シェラの命令で教会に差し入れをしに通うようになる。執事として何でも完璧にこなすが、美的センスは皆無。基本的には寡黙であるが、腹話術では饒舌になる。貸したものは、いざという時に4倍にして返してもらう主義。貸した事実は「秘密メモ」にきっちり記録する。執事を辞めても生活できるだけの様々な資格（約120種類）を取得している。
ヒゲチョビッチ2世（略称：チョビ君）
ユンが腹話術で使用する猫の人形。腹話術のときにはユンの「もうひとつの人格」とも言える。口調はあまりよくない。実は高級シルク製で、ユン曰く「作り直すことになったら材料費だけで教会差し押さえになる」ほどの超高級品。ユンが毒キノコを食べて赤ん坊の大きさに縮んだときは、帽子代わりになった。
ネネ
ノルの幼馴染の眼鏡職人。顧客（ノル）がいくら持ち上げても割引してくれない、かなりのしっかり者。 ユンと同様に美的センス皆無。

## 単行本
芳文社より「まんがタイムKRコミックス」として刊行されている。全3巻。
1. 第1巻（2004年10月12日発行） ISBN 4-8322-7518-6
2. 第2巻（2005年07月12日発行） ISBN 4-8322-7539-9
3. 第3巻（2006年07月27日発売） ISBN 4-8322-7586-0